# カーヴィヤ
カーヴィヤ（サンスクリット: काव्य kāvya）は、インド古典文学の様式のひとつで、美文体による作品を言う。単に「詩」と呼ばれることもあるが、必ずしも韻文とは限らない。サンスクリットまたはプラークリット諸語およびアパブランシャで書かれた。
カーヴィヤという語は詩人を意味するカヴィ（कवि kavi）に由来し、「詩人のもの」を意味する。

## 概要
カーヴィヤは特定の韻律群や詩の技法を共有する作品群であり、作者のみならず享受者にも高い教養と訓練を必要とし、その多くは宮廷文学だった。
カーヴィヤは大別して詩と戯曲に分けられるが、6世紀以降は詩の技法を使った散文のカーヴィヤも出現する。
特に長大な作品はマハーカーヴィヤ（mahākāvya、大詩）と呼ばれる。マハーカーヴィヤの代表としては以下のものがあげられる。
- カーリダーサ『ラグ・ヴァンシャ』
- カーリダーサ『クマーラ・サンバヴァ』
- バーラヴィ『キラータールジュニーヤ』（キラータとアルジュナ）
- マーガ『シシュパーラヴァダ』（シシュパーラの殺害）

マハーカーヴィヤの内容は物語的であるが、物語を語ることよりも技法を駆使した濃密な叙述に力点が置かれる。
ラグカーヴィヤ（laghu-kāvya、小詩）は1詩節が独立した作品になっている。
インド古典劇に関する最大の資料は、バラタ作と伝えられる『ナーティヤ・シャーストラ』（演劇論書）である。これによれば演劇は多くの種類に分けられるが、もっとも重要なものはナータカ（nāṭaka）と呼ばれ、王や神・聖仙を主人公とし、叙事詩や神話から題材を取った10幕ほどの劇である。またプラカラナ（prakaraṇa）は大臣や都市の上層住民を主人公とする。ナーティカー（nāṭikā）は、王と後宮にはいった女性の恋愛もので、女王の嫉妬に妨げられながら、最後にはその承諾を得る。
戯曲では8つの感情に対応する8つのラサ（情調）を重視する。戯曲の主調をなすラサは統一されていなければならず、他のラサは補助としてのみ使われなければならない。カシミールで発達した詩論では、このラサ論と詩論を統合した。ドゥヴァニ（真意の暗示）を備えた詩を高く評価し、とくにラサの暗示をもっとも優れたものとした。

## 歴史
仏教文学者アシュヴァゴーシャ（馬鳴、2世紀）の叙事詩『サウンダラナンダ』と『ブッダチャリタ』が現存するカーヴィヤの早い例になる。戯曲についてもアシュヴァゴーシャ作の断片が残っている。優れた作家として知られるのはカーリダーサ（4-5世紀ごろ）であり、確実に真作とされるもので2つの叙事詩『ラグ・ヴァンシャ』『クマーラ・サンバヴァ』、抒情小詩集『メーガ・ドゥータ』、および3つのナータカ戯曲を残した。またシュードラカ作と伝えられる『ムリッチャカティカー』はプラカラナ劇の優れた例である。その後は10世紀ごろまで美文の全盛期が続いた。
ラグカーヴィヤについてはパーリ仏典の韻文に初期の形が見えるが、サータヴァーハナ朝のハーラ王が編纂したと伝えられる『ガーハー・サッタサイー』（七百頌集）が歴史的に重要である。この詩集はマーハーラーシュトリーで書かれ、アーリヤー韻律を使用している。グプタ朝時代の作品と考えられるものにバルトリハリ作と伝えられる『三百頌』がある。8世紀ごろには恋愛抒情詩集『アマルシャタカ』（アマル百頌）が作られた。
6-8世紀にはバーラヴィ『キラータールジュニーヤ』およびマーガ『シシュパーラヴァダ』が出現し、言語遊戯的な技巧や筋に無関係な叙景が増加する。またジャイナ教でもプラークリットによるマハーカーヴィヤが作られはじめる。この時代にはまた散文によるカーヴィヤが出現し、バーナ、スバンドゥ、ダンディンの作品が知られる。代表的なものにハルシャ・ヴァルダナの事蹟を記したバーナの『ハルシャチャリタ』がある。作品の難解化にともなって注釈が書かれるようになり、ダンディン『カーヴィヤーダルシャ』などの詩論書もこの時代に書かれはじめた。